# 天理教 (中国)
天理教（てんりきょう）は、19世紀の中国清代の宗教秘密結社である。白蓮教の分派の一つであり、日本の奈良県天理市を中心として活動している天理教とはまったくの別物である。

## 歴史
白蓮教徒の乱（1796年-1804年）が鎮圧された後に、その残党により結成された。教祖は郜生文（八卦教の分派の離卦教の開山祖師の郜雲隴の末裔）である。1813年、林清らが北京及び河南省で蜂起したが、3カ月で鎮圧された（天理教徒の乱・癸酉の変）。1834年には天理教の流れをくむ「無生老母」信仰が河南巡撫の桂良に弾圧された。